# Гартман Шедель

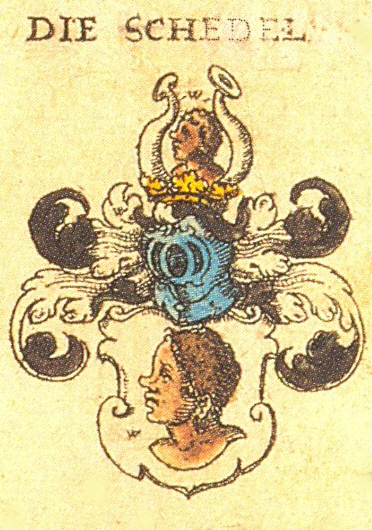
Герб Шеделя

Гартман Шедель (нім. Hartmann Schedel; 13 лютого 1440 — 28 листопада 1514) —  німецький лікар, гуманіст і історик. Один з перших картографів, які почали використовувати машинний друк. Автор «Нюрнберзької хроніки» (1493). Зміг створити багато своїх робіт лише завдяки винаходу друкарства Йоганном Гутенбергом. Відомий як колекціонер книг, творів мистецтва і друкарських видань старих майстрів.

## Галерея

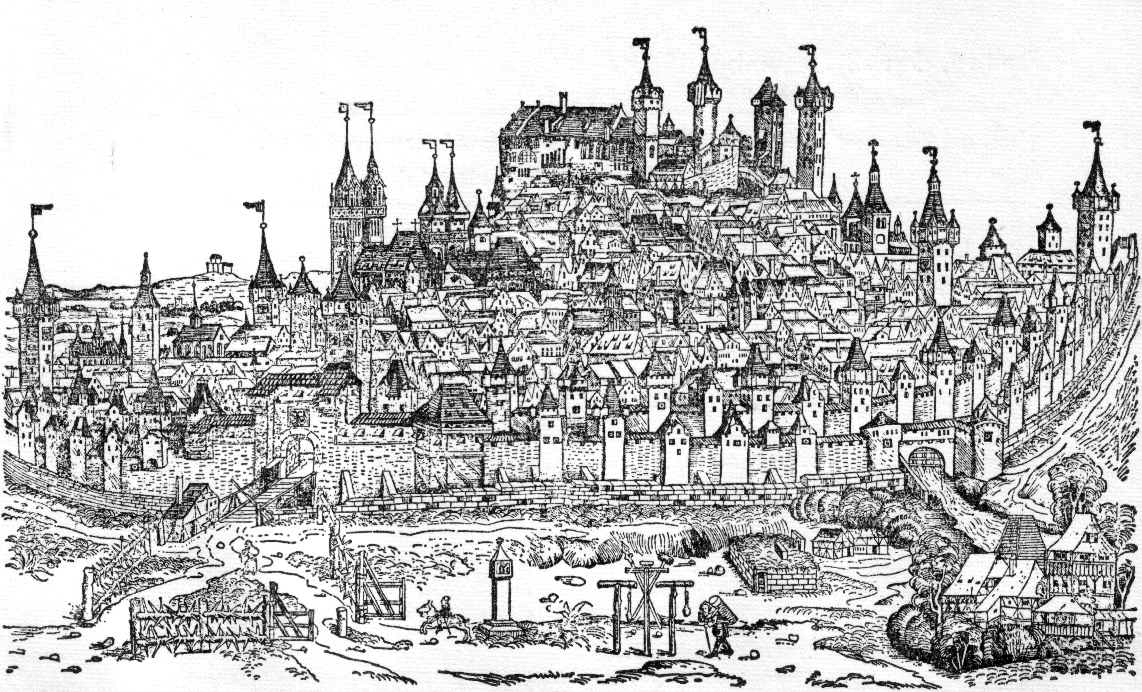
Нюрнберг
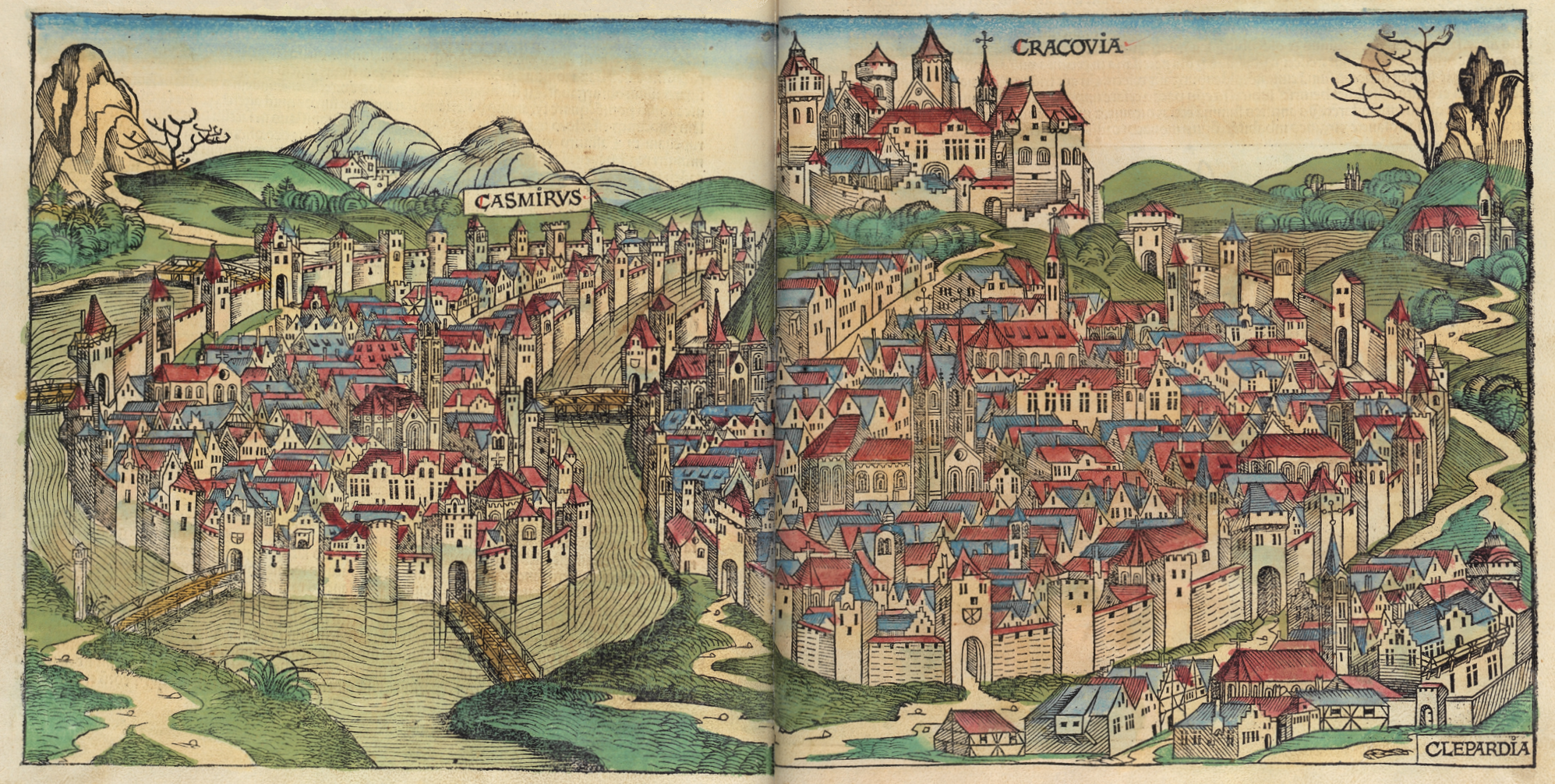
Краків
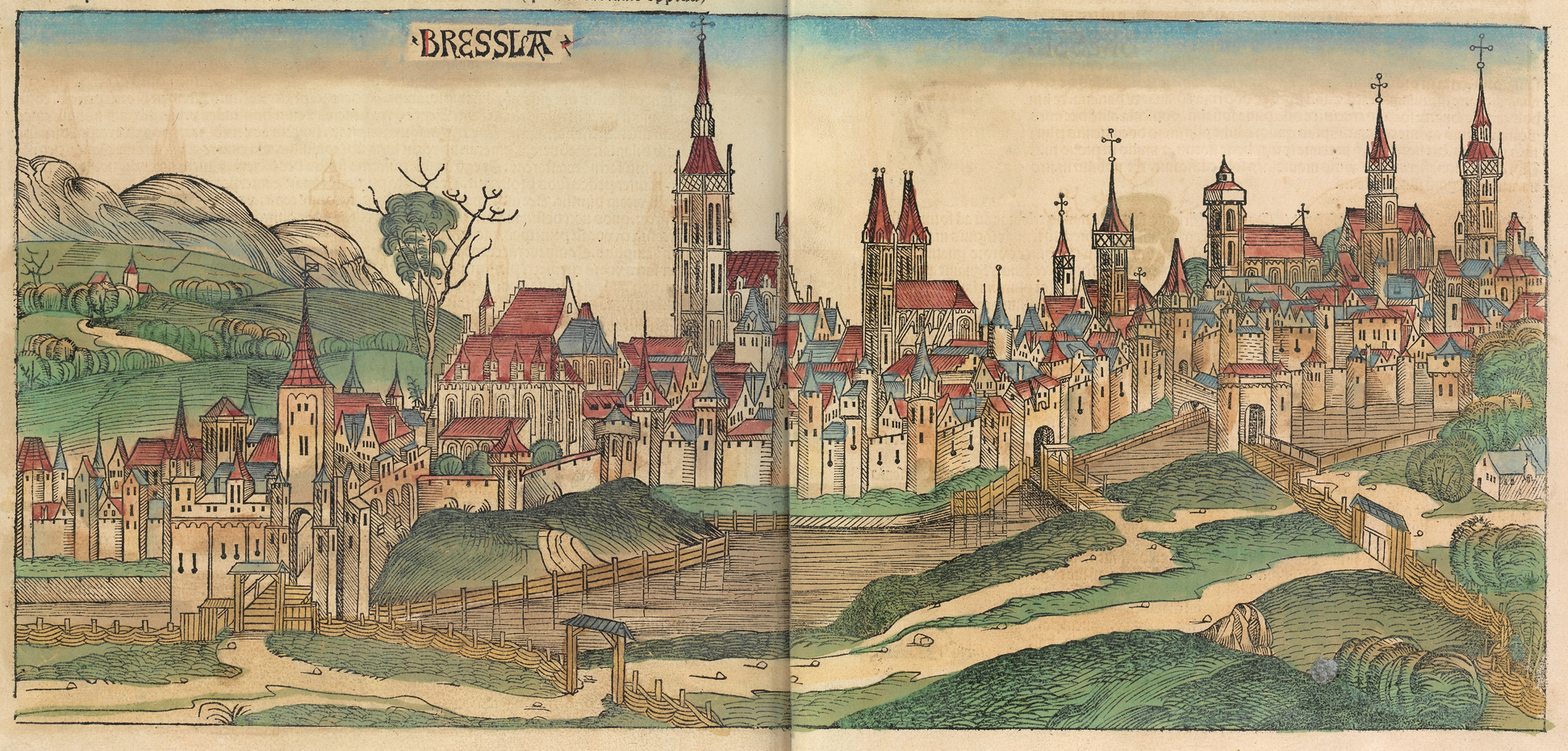
Вроцлав
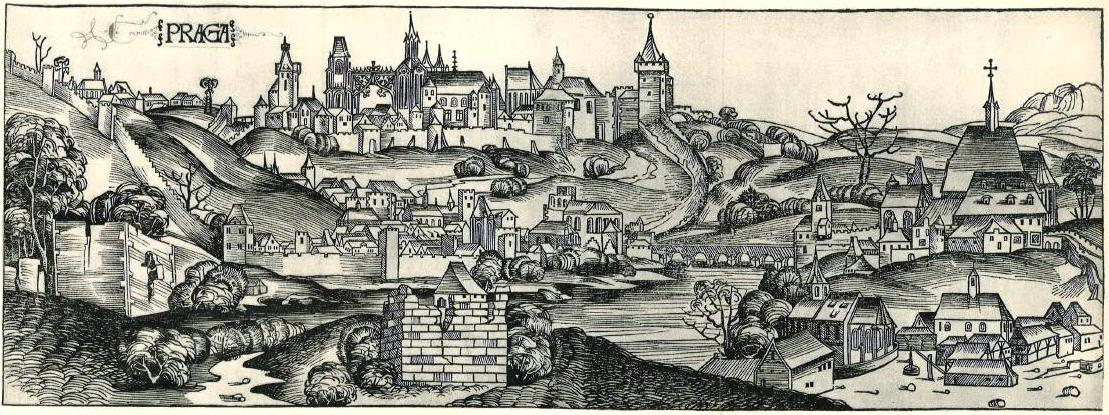
Прага
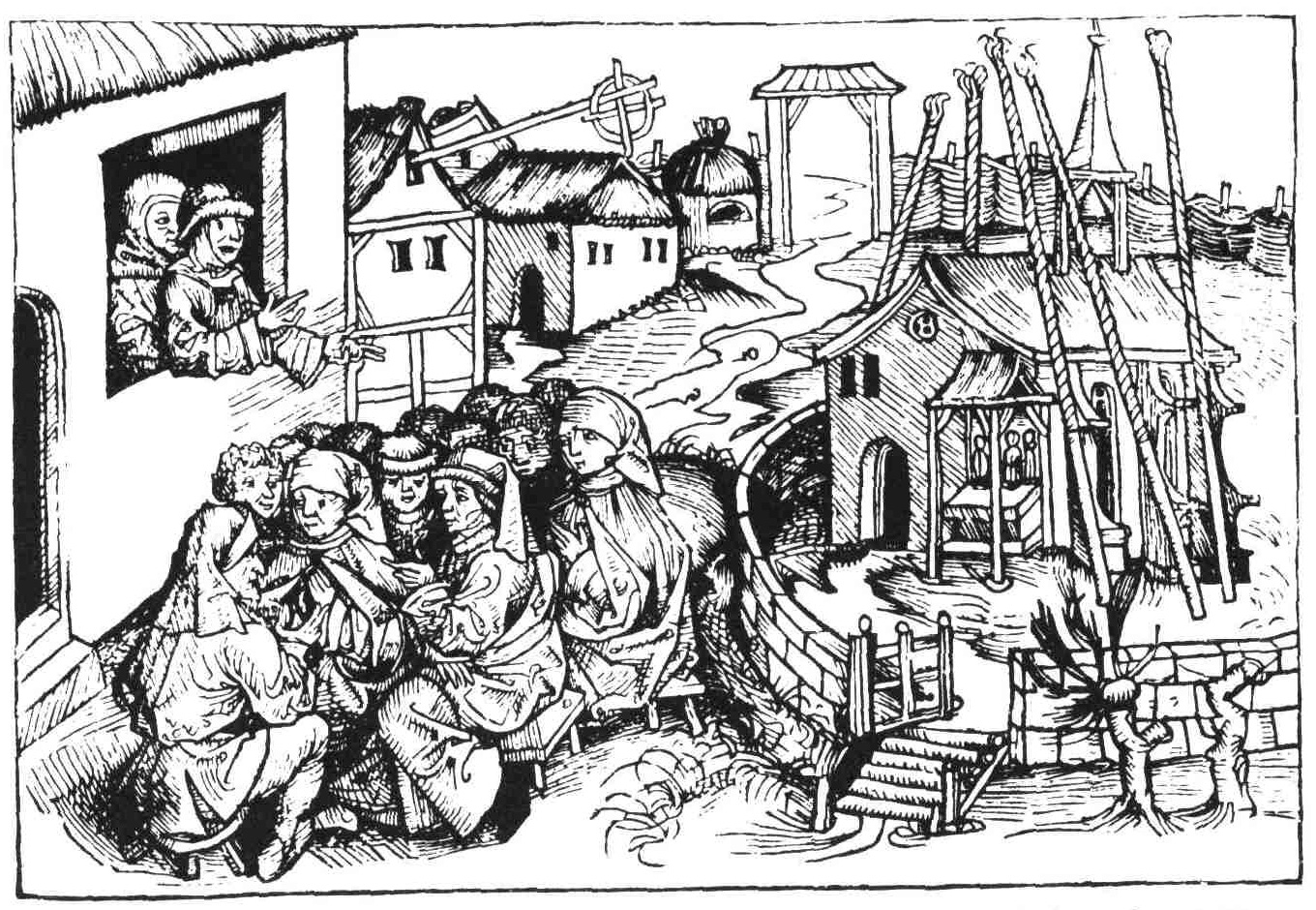
Ганс Бем, "Pauker von Niklashausen"
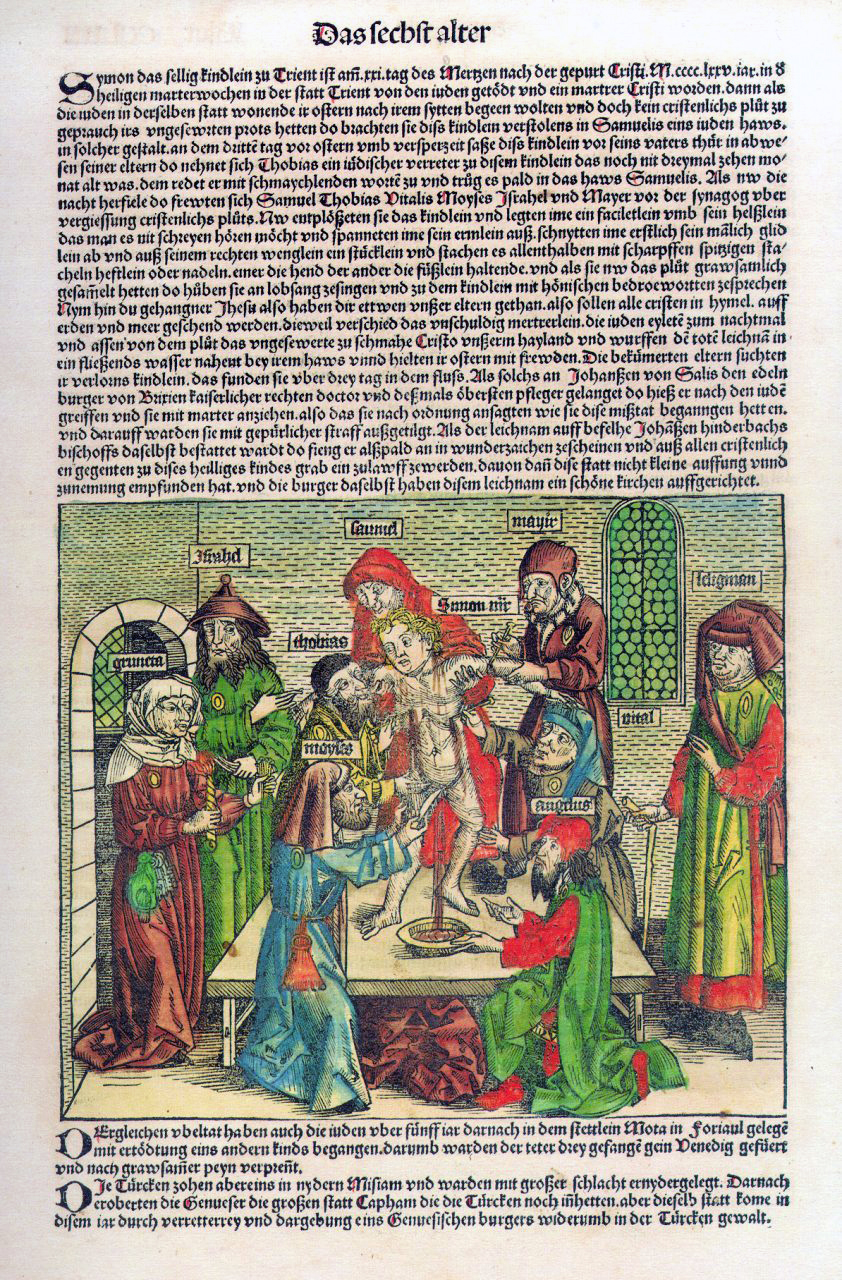
Антисемітська картина
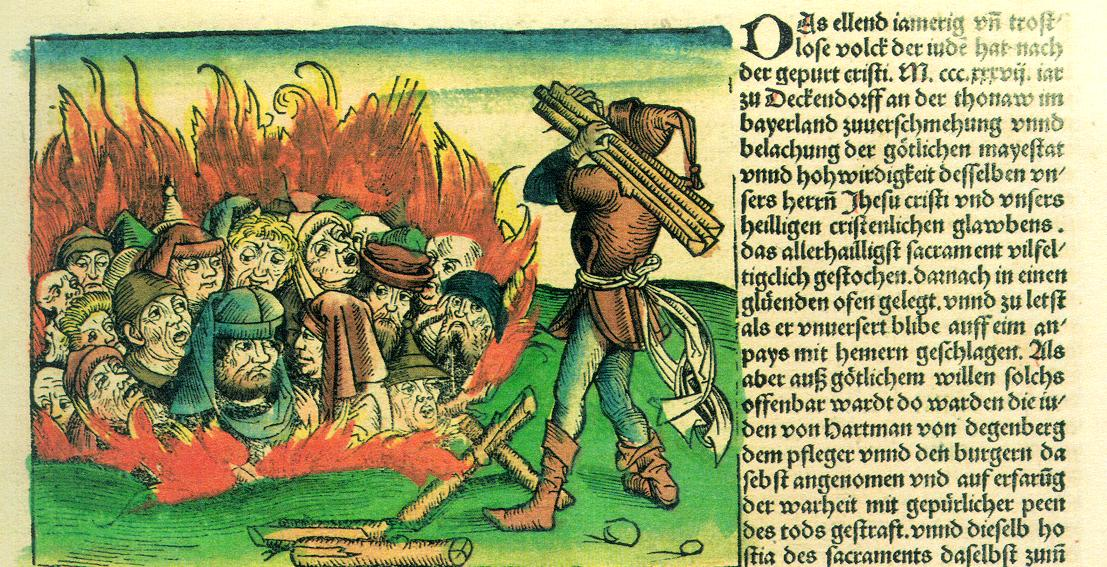
Спалення євреїв
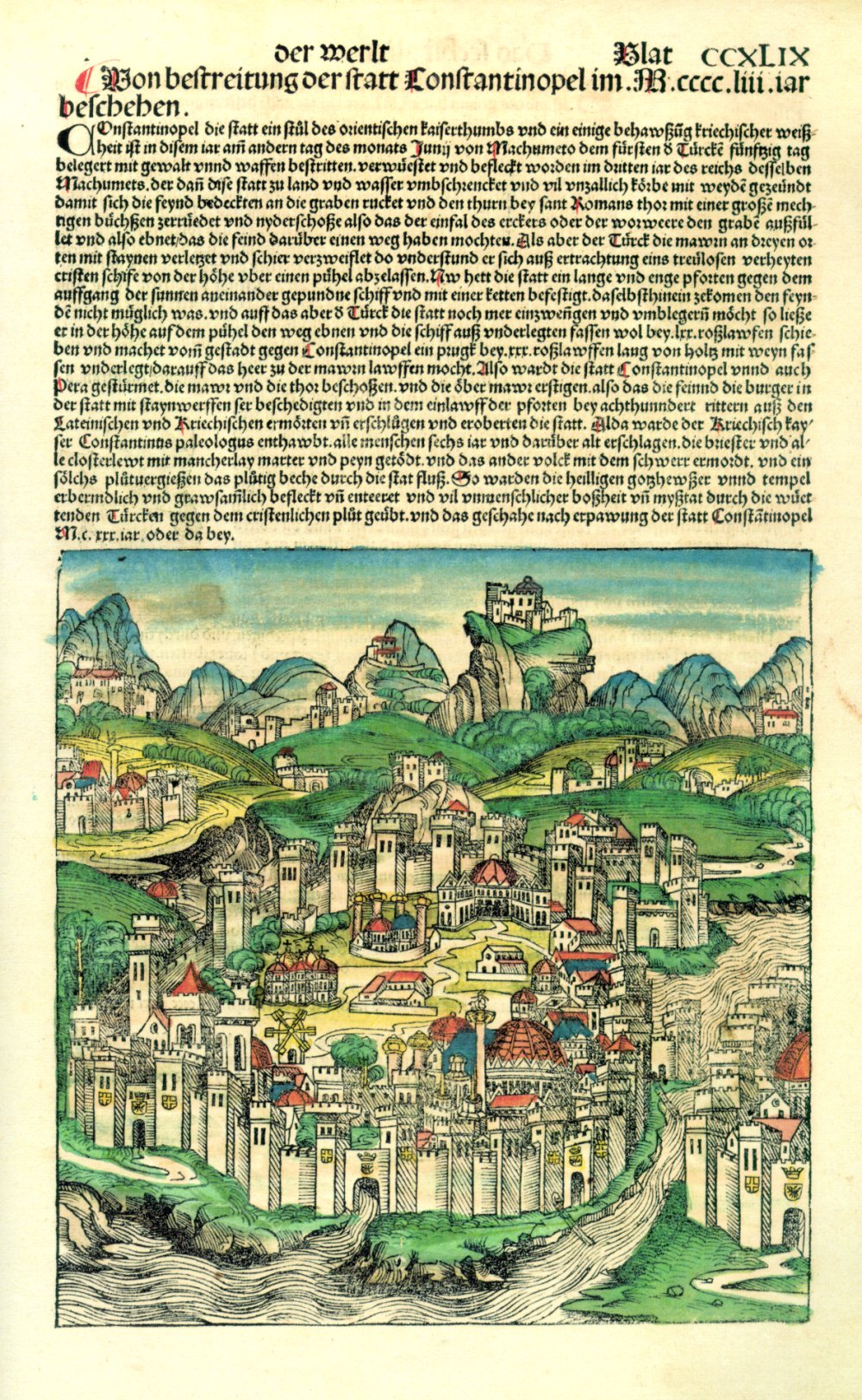
Константинополь в 1493 у
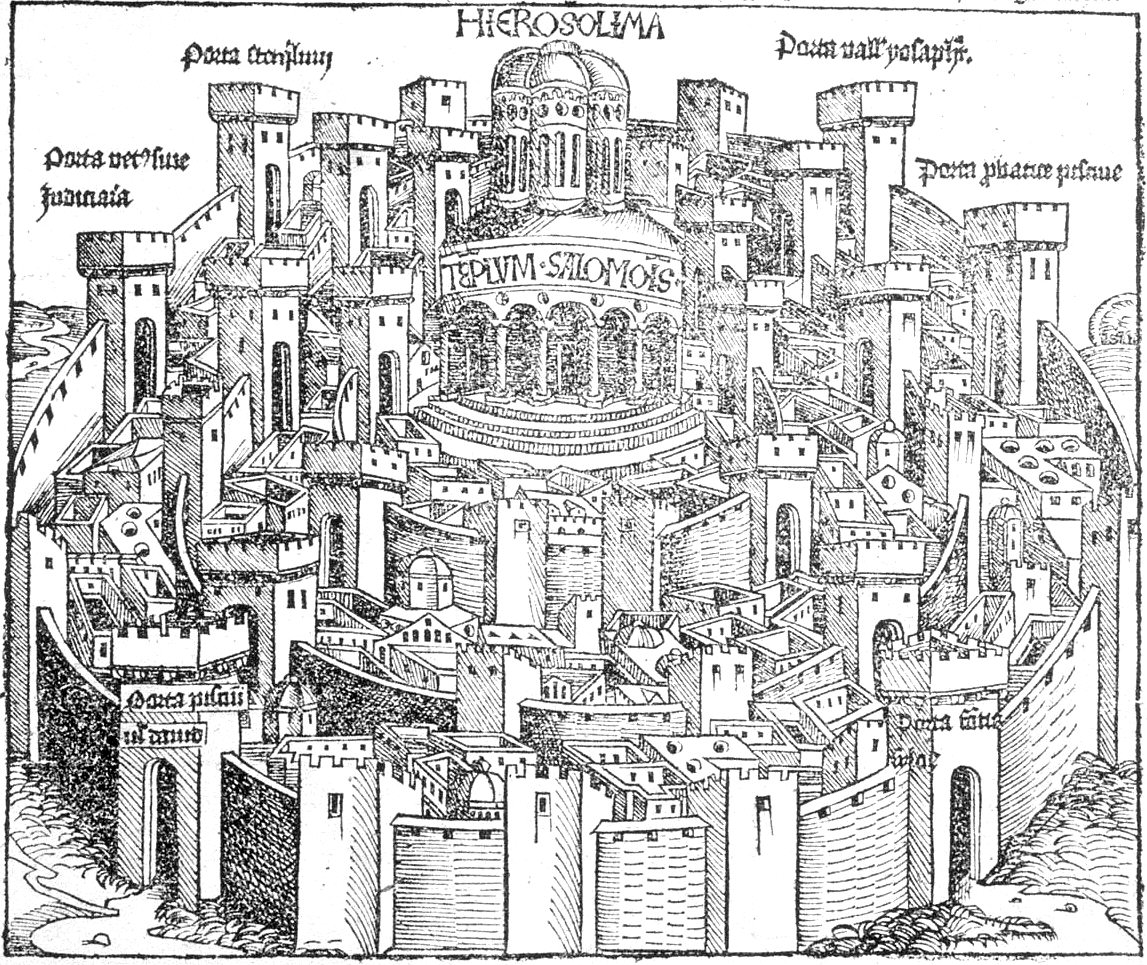
Єрусалим
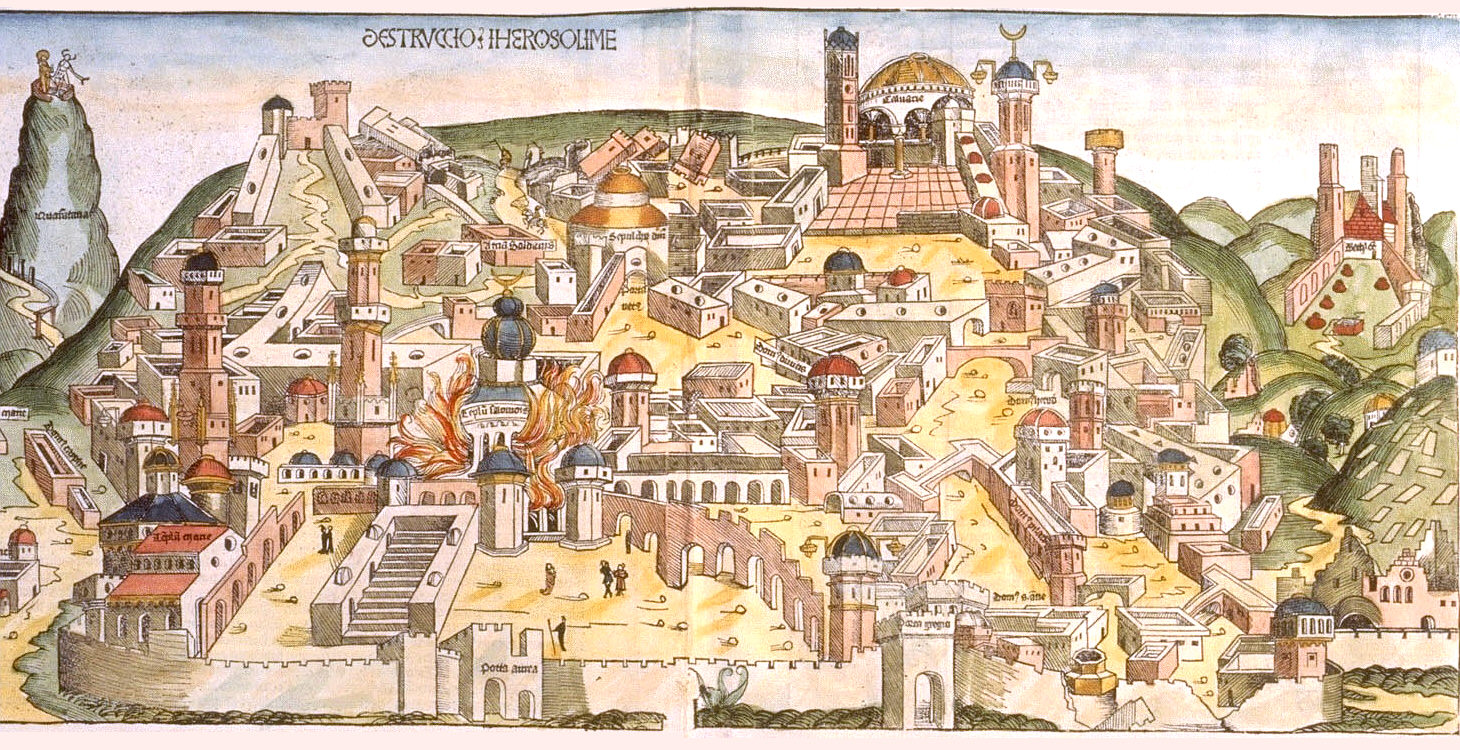
Штурм Єрусалиму
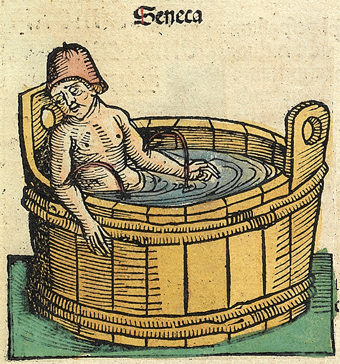
Смерть Сенеки
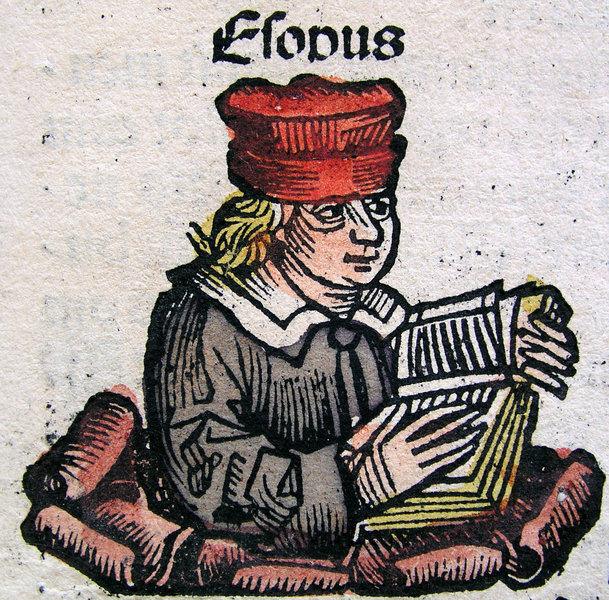
Езоп